# Escalada esportiva als Jocs Olímpics d'estiu de 2020
L'escalada esportiva va fer el seu debut olímpic als Jocs Olímpics d'Estiu de 2020 a Tòquio, Japó. Es van celebrar dos actes, un acte masculí i un altre femení. El format consistia controvertidament en un esdeveniment combinat amb tres disciplines: escalada de plom, escalada de velocitat i escalada en bloc. Les medalles es van determinar en funció del millor rendiment de les tres disciplines. Aquest format es va provar prèviament als Jocs Olímpics Juvenils d'estiu de 2018. El codi olímpic de l'escalada esportiva és CLB.
Es van filtrar dos còdols de qualificació a YouTube; el vídeo es va retirar ràpidament i es van restablir les pedres.

## Format
El 3 d'agost de 2016, el Comitè Olímpic Internacional (COI) va anunciar formalment que l'escalada esportiva seria un esport tindria medalles als Jocs Olímpics d'Estiu de 2020. La inclusió va ser proposada per la Federació Internacional d'Escalada Esportiva (IFSC) l'any 2015.
La decisió de combinar tres disciplines d'escalada de plom, escalada en bloc i escalada de velocitat amb un conjunt de medalles per gènere va causar crítiques generalitzades al món de l'escalada.
L'escaladora Lynn Hill va dir que la decisió d'incloure l'escalada de velocitat era com "demanar a un corredor de mitja distància que competís al esprint". L'escalador txec Adam Ondra, que més tard va competir com a finalista als Jocs Olímpics, va expressar sentiments similars en una entrevista afirmant que qualsevol cosa seria millor que aquesta combinació. Hi ha una certa superposició entre atletes en les categories d'escalada de plom i escalada en bloc, però l'escalada de velocitat se sol veure com una disciplina independent que es practica per atletes especialitzats. L'escaladora Shauna Coxsey va declarar: "Cap escalador en bloc ha passat a la velocitat i al plom, i cap escalador de velocitat no ho ha fet amb l'escalada en bloc i al plom".
Els membres de la IFSC van explicar que el comitè olímpic només concediran una medalla d'or per gènere i que no volien excloure l'escalada de velocitat. L'objectiu de l'IFSC per als Jocs Olímpics de 2020 era principalment establir l'escalada i les seves tres disciplines com a esports olímpics; els canvis al format podrien seguir-se més endavant. Aquesta tàctica va resultar reeixida, ja que se'ls va concedir un segon conjunt de medalles per als Jocs Olímpics d'estiu de 2024, on l'escalada de velocitat serà un esdeveniment separat de l'esdeveniment combinat d'escalada de plom i en bloc.
Les classificacions finals es van calcular multiplicant la classificació dels escaladors en cada disciplina, sent la millor puntuació la més baixa.

## Classificació
Hi havia 40 places disponibles per a l'escalada esportiva. Cada Comitè Olímpic Nacional podia obtenir un màxim de 2 places en cada prova (un total de 4 com a màxim entre les dues proves). Cada prova tenia 20 competidors classificats: 18 de la qualificació, 1 de l'amfitrió (Japó) i 1 de les invitacions de la Comissió Tripartita.
El Campionat del Món d'escalada IFSC de 2019 va servir com a prova de classificació, amb 7 places per gènere atorgades als primers classificats de la prova combinada.

## Calendari
El calendari dels esdeveniments era el següent.
| Date      | Aug 3                             | Aug 3                             | Aug 3                             | Aug 4                             | Aug 4                             | Aug 4                             | Aug 5                             | Aug 5                             | Aug 5                             | Aug 6                             | Aug 6                             | Aug 6                             |                                   |
| --------- | --------------------------------- | --------------------------------- | --------------------------------- | --------------------------------- | --------------------------------- | --------------------------------- | --------------------------------- | --------------------------------- | --------------------------------- | --------------------------------- | --------------------------------- | --------------------------------- | --------------------------------- |
| Masculí   | V                                 | B                                 | P                                 |                                   |                                   |                                   | V                                 | B                                 | P                                 |                                   |                                   |                                   |                                   |
| Femení    |                                   |                                   |                                   | V                                 | B                                 | P                                 |                                   |                                   |                                   | V                                 | B                                 | P                                 |                                   |
| Llegenda: | V = Velocitat, B = Bloc, P = Plom | V = Velocitat, B = Bloc, P = Plom | V = Velocitat, B = Bloc, P = Plom | V = Velocitat, B = Bloc, P = Plom | V = Velocitat, B = Bloc, P = Plom | V = Velocitat, B = Bloc, P = Plom | V = Velocitat, B = Bloc, P = Plom | V = Velocitat, B = Bloc, P = Plom | V = Velocitat, B = Bloc, P = Plom | V = Velocitat, B = Bloc, P = Plom | V = Velocitat, B = Bloc, P = Plom | V = Velocitat, B = Bloc, P = Plom | V = Velocitat, B = Bloc, P = Plom |

## Països participants
Es van classificar 40 escaladors de 19 nacions. La classificació va incloure els Campionats del món d'escalada IFSC de 2019, l'esdeveniment de classificació olímpica i els campionats continentals.
- Austràlia
- Àustria
- Canadà
- R.P. de la Xina
- Txèquia
- França
- Alemanya
- Regne Unit
- Itàlia
- Japó Amfitrió
- Kazakhstan
- Polònia
- ROC
- Eslovènia
- Sud-àfrica
- Corea del Sud
- Espanya
- Suïssa
- Estats Units

## Resum de medalles

### Medaller
| Posició | País         | Or | Plata | Bronze | Total |
| 1       | Eslovènia    | 1  | 0     | 0      | 1     |
| 1       | Espanya      | 1  | 0     | 0      | 1     |
| 3       | Japó         | 0  | 1     | 1      | 2     |
| 4       | Estats Units | 0  | 1     | 0      | 1     |
| 5       | Àustria      | 0  | 0     | 1      | 1     |
| Total   | Total        | 2  | 2     | 2      | 8     |

### Medallistes
| Event                    | Or                        | Plata                   | Bronze               |
| Combinat masculí detalls | Alberto Ginés López (ESP) | Nathaniel Coleman (EUA) | Jakob Schubert (AUT) |
| Combinat femení detalls  | Janja Garnbret (SLO)      | Miho Nonaka (JPN)       | Akiyo Noguchi (JPN)  |